# Galaxy Angel II eigō kaiki no toki
Galaxy Angel II eigō kaiki no toki (ギャラクシーエンジェルII 永劫回帰の刻?, Gyarakushī Enjeru II eigō kaiki no toki, lett. "Galaxy Angel: L'eterna ricorrenza del momento") è un videogioco pubblicato dalla Broccoli per PlayStation 2 il 12 marzo 2009. Il videogioco, pubblicato esclusivamente in Giappone, fa parte del franchise Galaxy Angel II, ed è il terzo di tre videogiochi.

## Modalità di gioco
Il gameplay è diviso tra fasi tipiche delle visual novel, a quelle degli strategici e dei simulatori di appuntamenti. Il giocatore prende il controllo di Kazuya Shiranami, il primo membro della nuova unità Rune Angel Wing sulla nave spaziale Luxiole, e proprio come Tact Mayers, personaggio della trilogia precedente, è responsabile del mantenimento della salute mentale dei suoi compagni di squadra per garantire le loro migliori prestazioni nei combattimenti a venire. Il gioco è diviso in numerosi capitoli che sono a loro volta suddivisi in quattro atti a testa, che possono essere selezionati a condizione che siano stati precedentemente completati i precedenti. Similmente all'anime originale, all'inizio e alla fine di ogni capitolo verranno riprodotte le sigle d'apertura e chiusura, le quali varieranno a seconda del personaggio su cui sarà incentrato quel capitolo.
Mentre la storia procede in maniera regolare, Kazuya avrà del tempo libero dai suoi doveri e dovrà andare a trovare i suoi compagni di squadra che saranno sulla nave. Durante queste fasi si avrà il compito di esplorare gli interni e cercare di fare amicizia con gli altri membri dell'equipaggio. Così si potrà usufruire della Telepathic Fur per determinare gli stati d'animo degli altri personaggi, e se si guadagnerà dell'affetto questo tornerà utile successivamente per ottenere delle statistiche migliori durante i combattimenti che si andranno ad affrontare insieme. Kazuya avrà quasi piena libertà di muoversi attraverso i vari scenari per un periodo di trenta minuti, il che gli permetterà di fare sei visite ad altrettanti personaggi, anche se in alcuni capitoli tale numero varierà tra le quattro e le dodici. A questo punto spetta completamente al giocatore interagire positivamente con i membri dell'Angel Wing oppure visitare gli altri luoghi della nave. Se il giocatore dovesse fare una scelta errata potrà sempre tornare indietro tramite l'opzione apposita, che lo faciliterà nel mantenere un alto livello di approvazione nei confronti del prossimo. Una novità rispetto ai precedenti capitoli della serie è la possibilità di incontrare lo stesso personaggio più di una volta durante la stessa fase oppure guardare uno di questi mentre interagisce con qualcun altro. Alcuni di questi brevi incontri offriranno un'ulteriore occasione per sollevare l'umore del prossimo.
Le fasi di battaglia prevedono di prendere il controllo dell'ammiraglia Luxiole e controllare cinque astronavi Emblem Frame, numero che successivamente verrà incrementato fino ad un massimo di sette. Prima di ogni combattimento, Kazuya potrà selezionare una delle eroine tra quelle disponibili e farla salire a bordo di una delle navi. A seconda di come il giocatore ha risollevato lo spirito di tutti nel segmento dedicato all'esplorazione solitamente precedente, l'unione della navicella con la ragazza potrà offrire dei benefici come anche il contrario. Qualunque esso sia questo verrà visualizzato in un contorno bianco vicino al grafico dei dati arancione che mostra invece le statistiche predefinite e come esso sono cambiate in base alle azioni precedenti di Kazuya.

## Colonna sonora
Sigla di apertura
- Taiyō no Aria cantata da Hiromi Satō (type H)
- Gessei no Canon cantata da Yui Sakakibara (type Y)

Sigla di chiusura
- Wing of Destiny cantata da Rune-Angel

## Accoglienza
Sul sito web PlayStation mk2 il gioco detiene un punteggio di 69 su 100.